# USS LST-308
O USS LST-308 foi um navio de guerra norte-americano da classe LST que operou durante a Segunda Guerra Mundial.